# Henrique I, Duque de Némours
Henrique I de Saboia-Nemours, que nasceu em Paris a 2 de Novembro de 1572 e morreu também em Paris a 10 de Julho de 1632, foi Duque de Genebra e de  Duque de Némours de 1595 a 1632, e Duque de Aumale entre 1618 e 1632. Filho cadete de Jaime de Saboia-Nemours e Ana d'Este.
Em 1588 recebe do seu primo Carlos Emanuel I de Saboia, o comando de uma armada com a qual toma posse do Marquesado de Saluzzo. Entra para a Liga católica que o nomeia governador do Delfinado em 1591.Junta-se a Henrique IV da França e recebe como herança à morte do seu irmão  os Ducado de Genebra e de Nemours.
A 18 de Abril de 1618 casa-se com Ana de Lorena (1600 † 1638), duquesa de Aumale, filha de Carlos I de Aumale. Deste casamento nasceram : Luis, duque de Nemours e de Aumale, Francisco Paulo, Carlos Amadeu de Saboia-Nemours, duque de Nemours e de Aumale,  e Henrique II de Saboia-Nemours arcebispo de Reims